# Convair Kingfish
Convair Kingfish je bil visokohitrostno izvidniško letalo, ki ga je predlagal ameriški Convair na razpisu "Oxcart". Na koncu je bil izbran njegov konkurent Lockheed A-12 - ki se je pozneje razvil v Lockheed SR-71 Blackbird. Kingfish naj bi bil precej bolj sposoben od Lockheed U-2, katerega naj bi ga zamenjal. 
V projektu Gusto so predvidevali potovalno hitrost okrog Mach 4, vendar so jo potem zmanjšali na okrog 3,2 - kar bi omogočalo večji dolet. Kingfish bi uporabljal tudi stealth - tehnologijo manjše radarske opaznosti.